# قوانین دمورگان

قوانین دمورگان که با نمودار ون نشان داده‌شده. در هر مورد، مجموعهٔ حاصل با رنگ آبی مشخص شده‌است.

در حساب گزاره‌ای و جبر بولی، قوانین دمورگان (به انگلیسی: De Morgan's Laws)، یک جفت قواعد تبدیل‌اند که هردو قواعد استنتاجی معتبری می‌باشند. این تبدیل‌ها را براساس نام آگوستوس دمورگان نامگذاری کرده‌اند که یک ریاضی‌دان بریتانیایی قرن ۱۹م میلادی است. این قواعد امکان می‌دهند تا عطف و فصل به طور محض، از طریق نقیض بیان شوند.
این قواعد را به زبان فارسی می‌توان به این صورت بیان کرد:
- نقیض فصل، عطف نقیض‌هاست.
- نقیض عطف، فصل نقیض‌هاست.

یا
- متمم اجتماع دو مجموعه، همان اشتراک متمم‌هایشان است.
- متمم اشتراک دو مجموعه، همان اجتماع متمم‌هایشان است.

یا
- نقیض (A یا B) = نقیض A و نقیض B
- نقیض (A و B) = نقیض A یا نقیض B

در نظریه مجموعه‌ها و جبر بولی، این عبارات را می‌توان به صورت زیر نوشت:
{\displaystyle {\begin{aligned}{\overline {A\cup B}}&={\overline {A}}\cap {\overline {B}},\\{\overline {A\cap B}}&={\overline {A}}\cup {\overline {B}},\end{aligned}}}
که در آن:
- {\displaystyle A} و {\displaystyle B} مجموعه هستند
- {\displaystyle {\overline {A}}} متمم {\displaystyle A} است
- {\displaystyle \cap } اشتراک است
- {\displaystyle \cup } اجتماع است.

این قواعد را برحسب زبان صوری می توان به صورت زیر نوشت:
{\displaystyle \neg (P\lor Q)\iff (\neg P)\land (\neg Q)}
و
{\displaystyle \neg (P\land Q)\iff (\neg P)\lor (\neg Q)}
که در آن:
- P و Q گزاره هستند
- {\displaystyle \neg } عملگر نقیض منطقی است (NOT)
- {\displaystyle \land } عملگر منطقی عطف است (AND)
- {\displaystyle \lor } عملگر منطقی فصل است (OR)
- {\displaystyle \iff } نماد فرامنطقی است که معنای آن اینگونه است: «می‌توان آن را در یک اثبات صوری جایگزین کرد با»

کاربردهای این قواعد منطقی شامل عبارات منطقی در برنامه‌های کامپیوتری و طراحی مدارهای دیجیتالی است. قواعد دمورگان مثالی از مفهوم کلی‌تری از دوگان ریاضیاتی است.

## پیوندهای بیرونی
- "Duality principle", Encyclopedia of Mathematics, EMS Press, 2001 [1994]
- Weisstein, Eric W. "de Morgan's Laws". MathWorld.
- de Morgan's laws در PlanetMath.
- Duality in Logic and Language, Internet Encyclopedia of Philosophy.